# Kuurne–Brüssel–Kuurne 2016
Das 68. Kuurne–Brüssel–Kuurne 2016 war ein belgisches Straßenradrennen in der Region Flandern mit Start und Ziel nach 200,7 km in Kuurne. Es fand am 28. Februar 2016 statt. Zudem war es Teil der UCI Europe Tour 2016 und dort in der Kategorie 1.HC eingestuft worden.

## Teilnehmende Mannschaften
| WorldTeams (13)- AG2R La Mondiale - BMC Racing Team - Etixx-Quick Step - FDJ - Giant-Alpecin - IAM Cycling - Katusha - Lotto NL-Jumbo - Lotto-Soudal - Orica-GreenEDGE - Sky - Tinkoff - Trek-Segafredo Professional Continental Teams (10)- Bora-Argon 18 - Cofidis, Solutions Crédits - Direct Énergie - Fortuneo-Vital Concept - Nippo-Vini Fantini - ONE Pro Cycling - Roompot-Oranje Peloton - Southeast-Venezuela - Topsport Vlaanderen-Baloise - Wanty-Groupe Gobert Continental Teams (2)- Team3M - Crelan-Vastgoedservice |
| |

## Rennergebnis
| #      | Fahrer             | Team                       | Zeit       |
| ------ | ------------------ | -------------------------- | ---------- |
| Sieger | Jasper Stuyven     | Trek-Segafredo             | 4h 53' 51" |
| 2.     | Alexander Kristoff | Team Katusha               | +0' 17"    |
| 3.     | Nacer Bouhanni     | Cofidis, Solutions Crédits | gl. Zeit   |
| 4.     | Dylan Groenewegen  | Team Lotto NL-Jumbo        | gl. Zeit   |
| 5.     | Łukasz Wiśniowski  | Etixx-Quick Step           | gl. Zeit   |
| 6.     | Niccolò Bonifazio  | Trek-Segafredo             | gl. Zeit   |
| 7.     | Peter Sagan        | Tinkoff                    | gl. Zeit   |
| 8.     | Edward Theuns      | Trek-Segafredo             | gl. Zeit   |
| 9.     | Jonas Vangenechten | IAM Cycling                | gl. Zeit   |
| 10.    | Scott Thwaites     | Bora-Argon 18              | gl. Zeit   |